# 1998 год в истории метрополитена
В этой статье перечисляются основные  события из истории метрополитенов в 1998 году. Полужирным шрифтом выделены открытия новых транспортных систем.

## События
- 28 января — открыт Софийский метрополитен. Первый участок с 5-ю станциями: «Сливница», «Люлин», «Западен парк», «Вардар», «Константин Величков».
- 23 мая — открыты 2 станции Мюнхенского метрополитена: «Герн» и «Вестфридхоф». В Мюнхене теперь 86 станции.
- 24 мая — открытие участка Universität — Altenessen (2.5 км) Эссенского метрополитена.
- 26 мая — открыта станция Варшавского метрополитена «Центрум» (A-13).
- 31 августа — открыто «восточное» ответвление линии 1 метрополитена Хельсинки с тремя станциями: «Пуотила», «Растобёле», «Вуосаари».
- 15 октября — открытие линии 14 Парижского метрополитена (первый участок из 7 станций).
- 8 ноября — на Линии B Пражского метро открыты три станции: «Ви́сочанска», «Ра́йска за́града», «Че́рны мост».

## Происшествия
| Дата     | Метро                   | Погибли | Пострадали | Описание                          |
| -------- | ----------------------- | ------- | ---------- | --------------------------------- |
| 1 января | Московский метрополитен | 0       | 3          | Теракт на станции «Третьяковская» |